# Harry Betmead
Harry Betmead (Grimsby, Inglaterra, 11 de abril de 1912, † Cleveland, Inglaterra, 26 de agosto de 1984) fue un futbolista inglés. Se desempeñaba en posición de defensa.

## Selección nacional
Fue internacional con la selección de fútbol de Inglaterra en una ocasión en un partido que acabó con victoria 8-0 para los ingleses contra la selección de fútbol de Finlandia el 20 de mayo de 1937.

## Clubes
| Club         | País       | Año         |
| ------------ | ---------- | ----------- |
| Grimsby Town | Inglaterra | 1930 - 1947 |